# Pascal Grünwald
Pascal Grünwald (ur. 13 listopada 1982 w Innsbrucku) – austriacki piłkarz grający na pozycji bramkarza. Od 2014 roku jest zawodnikiem drugoligowego austriackiego klubu Wacker Innsbruck.

## Kariera klubowa
Karierę piłkarską Grünwald rozpoczynał w juniorach SVG Reichenau, Wackeru Innsbruck i Innsbrucker AC. Następnie w 2000 roku został zawodnikiem WSG Wattens i w sezonie 2000/2001 zadebiutował w jego barwach w austriackiej Regionallidze. W WSG Wattens grał do 2003 roku, kiedy to klub ten awansował do Erste Ligi.
W 2003 roku Grünwald przeszedł do pierwszoligowego SV Salzburg. Zadebiutował w nim 14 kwietnia 2004 w przegranym 0:3 wyjazdowym meczu z Austrią Wiedeń. W klubie z Salzburga grał przez 3 lata, ale pełnił głównie rolę rezerwowego dla Heinza Arzbergera, a następnie także Alexa Manningera. W 2006 roku wywalczył z Salzburgiem wicemistrzostwo Austrii.
Latem 2006 roku Grünwald odszedł z Salzburga do SV Pasching. W kadrze tego zespołu był przez cały sezon 2006/2007, ale nie rozegrał żadnego meczu w lidze. W 2007 roku odszedł do Wackeru Innsbruck, gdzie stał się pierwszym bramkarzem. W Wackerze zadebiutował 11 lipca 2007 w przegranym 1:3 wyjazdowym spotkaniu z Rapidem Wiedeń. W 2008 roku spadł z Wackerem do Erste Ligi, a ponowny awans do Bundesligi wywalczył z Wackerem w 2010 roku.
W 2011 roku Grünwald przeszedł z Wackeru do Austrii Wiedeń. W Austrii swój debiut zanotował 17 lipca 2011 w meczu z Red Bullem Salzburg (0:2). W nowym zespole spędził 3 sezony rozgrywając zaledwie 13 meczów ligowych i oddając miejsce w bramce Heinzowi Lindnerowi. 1 lipca 2014 roku ponownie podpisał kontrakt z zespołem Wacker Innsbruck.
| Sezon   | Klub                     | Kraj    | Rozgrywki    | Mecze | Bramki |
| ------- | ------------------------ | ------- | ------------ | ----- | ------ |
| 2000/01 | WSG Wattens              | Austria | Regionalliga | 10    | 0      |
| 2001/02 | WSG Wattens              | Austria | Regionalliga | 10    | 0      |
| 2002/03 | SPG Wattens/Wacker Tirol | Austria | Regionalliga | 18    | 0      |
| 2003/04 | SV Salzburg              | Austria | Bundesliga   | 2     | 0      |
| 2004/05 | SV Salzburg              | Austria | Bundesliga   | 7     | 0      |
| 2005/06 | Red Bull Salzburg        | Austria | Bundesliga   | 1     | 0      |
| 2006/07 | SV Pasching              | Austria | Bundesliga   | 0     | 0      |
| 2007/08 | Wacker Innsbruck         | Austria | Bundesliga   | 10    | 0      |
| 2008/09 | Wacker Innsbruck         | Austria | Erste Liga   | 30    | 0      |
| 2009/10 | Wacker Innsbruck         | Austria | Erste Liga   | 30    | 0      |
| 2010/11 | Wacker Innsbruck         | Austria | Bundesliga   | 28    | 0      |
| 2011/12 | Austria Wiedeń           | Austria | Bundesliga   | 13    | 0      |
| 2012/13 | Austria Wiedeń           | Austria | Bundesliga   | 0     | 0      |
| 2013/14 | Austria Wiedeń           | Austria | Bundesliga   | 0     | 0      |
| 2014/15 | Wacker Innsbruck         | Austria | Bundesliga   | 8*    | 0      |

*-sezon w trakcie.

## Kariera reprezentacyjna
W reprezentacji Austrii Grünwald zadebiutował 6 września 2011 roku w zremisowanym 0:0 meczu eliminacji do Euro 2012 z Turcją.